# Campesterin
Campesterin, auch Campesterol, ist eine chemische Verbindung aus der Gruppe der Phytosterine (also der pflanzlichen Sterine) mit der Summenformel C28H48O, die ihren Namen erhielt, weil sie erstmals aus der Pflanze Brassica campestris isoliert wurde.

## Vorkommen
Die Verbindung kommt in verschiedenen Pflanzen und Pflanzenteilen vor, wobei der Anteil, in dem sie vorkommt, nicht nur von der Pflanzenart, sondern auch von deren Standort abhängt (bedingt durch Klimaverhältnisse, Bodenbeschaffenheit etc.). Campesterin kommt sowohl in Obst (z. B. Grapefruit, Granatapfel), als auch Gemüse (z. B. Zwiebeln, Gurken) und Getreide (Canola, Hafer, Mais) vor. Außerdem ist es in Löwenzahn und in Gewürzen wie Kardamom, Pfeffer und Zitronengras zu finden. In der Geochemie dient es neben anderen Sterinen als Biomarker in verschiedenen Sedimenten.

## Analytik
Zur zuverlässigen qualitativen und quantitativen Bestimmung des Campesterins oder seiner Ester wird nach matrixabhängiger Probenvorbereitung die HPLC-MS oder Kopplung der Gaschromatographie unter Nutzung von Kapillartrennsäulen mit der Massenspektrometrie eingesetzt. Diese Verfahren eignen sich auch zum Nachweis von Fett- oder Ölverfälschungen.

## Wirkung
Campesterin hat eine anabole Wirkung auf den Organismus, da es eine steroidartige Vorstufe verschiedener Wachstumshormone darstellt. Es ist wie die meisten Phytosterole in der Lage, LDL und Gesamt-Cholesterin zu senken. Ob sich hierdurch eine Senkung des kardiovaskulären Risikos erreichen lässt, ist nicht eindeutig mit Studien belegt. Die Studien, die es dazu gibt, werden in Zweifel gezogen, da es Gegenstudien gibt und die Vermutung naheliegt, dass Menschen, die campesterinreiche Nahrung zu sich nehmen, sich insgesamt gesundheitsbewusster ernähren, so dass eine isolierte Wirkung des Campesterins nicht eindeutig belegbar sei. Möglicherweise besitzt Campesterin eine hemmende Wirkung auf die Resorption von Cholesterin im Darm. Auch hemmt es die Synthese von Cholesterin und Apolipoproteinen.
Wie andere Phytosterine kann auch Campesterin beim Vorliegen einer seltenen Stoffwechselstörung, der Phytosterinämie, zur Ablagerung von phytosterinhaltigen Plaques in den Blutgefäßen beitragen.
Campesterin ist eine Vorstufe des Anabolikums Boldenon, weshalb die Einnahme zu positiven Doping-Testergebnissen führen kann.
Die Einnahme von Dalcetrapib, einem CETP-Hemmstoff, erhöht die Resorption von Campesterin im Darm.

## Wirkung auf andere Nährstoffe
Es wird davon ausgegangen, dass Campesterin die Spiegel verschiedener Mikronährstoffe senkt, nämlich des Vitamin E, der Vitaminvorstufe β-Carotin und des sekundären Pflanzenstoffes Lycopin. Wobei sicherlich hinterfragt werden müsste, inwieweit diese Auswirkungen dosisabhängig sind und ob sie bei phytosterinreicher Ernährung oder nur bei Einnahme der isolierten Verbindung auftreten. Zumal einige der Nahrungsmittel, die Campesterin enthalten, auch Vitamin E (Kardamom, Granatapfel) oder β-Carotin enthalten.